# 水合
在化学中，水合反应（hydration reaction），也叫作水化，是一种化学反应，其中物质与水结合。 在有机化学中，将水加入不饱和底物中，该底物通常是烯烃或炔烃。 这种类型的反应在工业上用于生产乙醇，异丙醇，和2-丁醇。

## 有机化学

### 环氧化物到乙二醇
每年通过环氧乙烷（一种环氧化合物）的水合作用生产几十亿公斤的乙二醇：{\displaystyle {\ce {C2H4O + H2O -> HO-CH2CH2-OH}}}通常使用酸催化剂。

### 烯烃
在有机化学中指分子中的不饱和键（双键或三键）在催化剂作用下与水化合的作用。如乙烯与水在一定温度、压力和催化剂的条件下，发生反应生成乙醇：{\displaystyle {\ce {CH2=CH2 + H2O -> CH3CH2OH}}}

### 机制
在以下实施例中，1-甲基环己烯转化为1-甲基环己醇，硫酸被用作酸催化剂。

## 无机化学和材料化学
在无机化学中指物质溶解在水里时，与水发生的化学作用。一般指溶质分子（或离子）和水分子发生作用，形成水合分子（或水合离子）的过程。
例如
无水硫酸铜与水作用生成五水硫酸铜：{\displaystyle {\ce {CuSO4 + 5H2O -> CuSO4*5H2O}}}
氧化钙与水化合生成氢氧化钙：{\displaystyle {\ce {CaO + H2O -> Ca(OH)2}}}
二氧化碳与水化合生成碳酸：{\displaystyle {\ce {CO2 + H2O->H2CO3}}}

## 参阅
- 失水反应